# Aqüeducte del Mas d'en Vall
L'Aqüeducte del Mas d'en Vall és un aqüeducte de Riudecols (el Baix Camp) protegit com a Bé Cultural d'Interès Local.

## Descripció
Aqüeducte d'uns cent metres de llarg sostingut per tretze arcades de mig punt, d'uns tres metres de llum i fetes amb dovelles de rajoles de terra cuita. On comença l'aqüeducte hi ha una bassa o dipòsit que rebia l'aigua d'un brollador. Aquesta aigua arribava a dues grans masies, amb canalitzacions de cairons.

## Història
Aqüeducte construït possiblement durant el segle xviii per a bastir d'aigua al mas d'en Vall i al d'en Pere del Mas.